# Jan Erazim Vocel

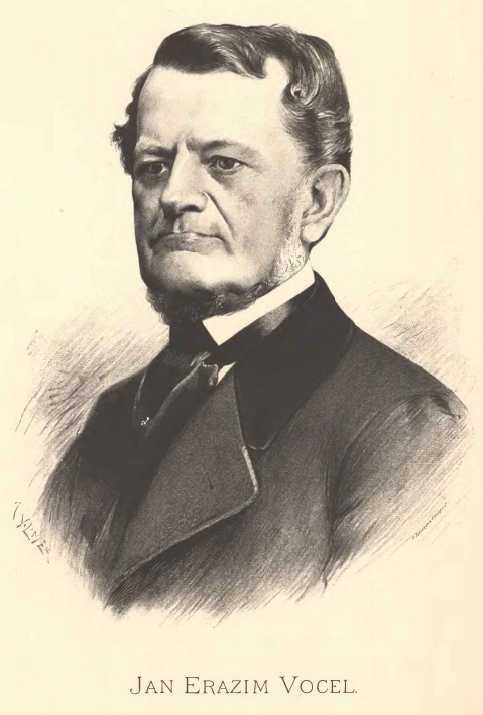
Jan Erazim Vocel

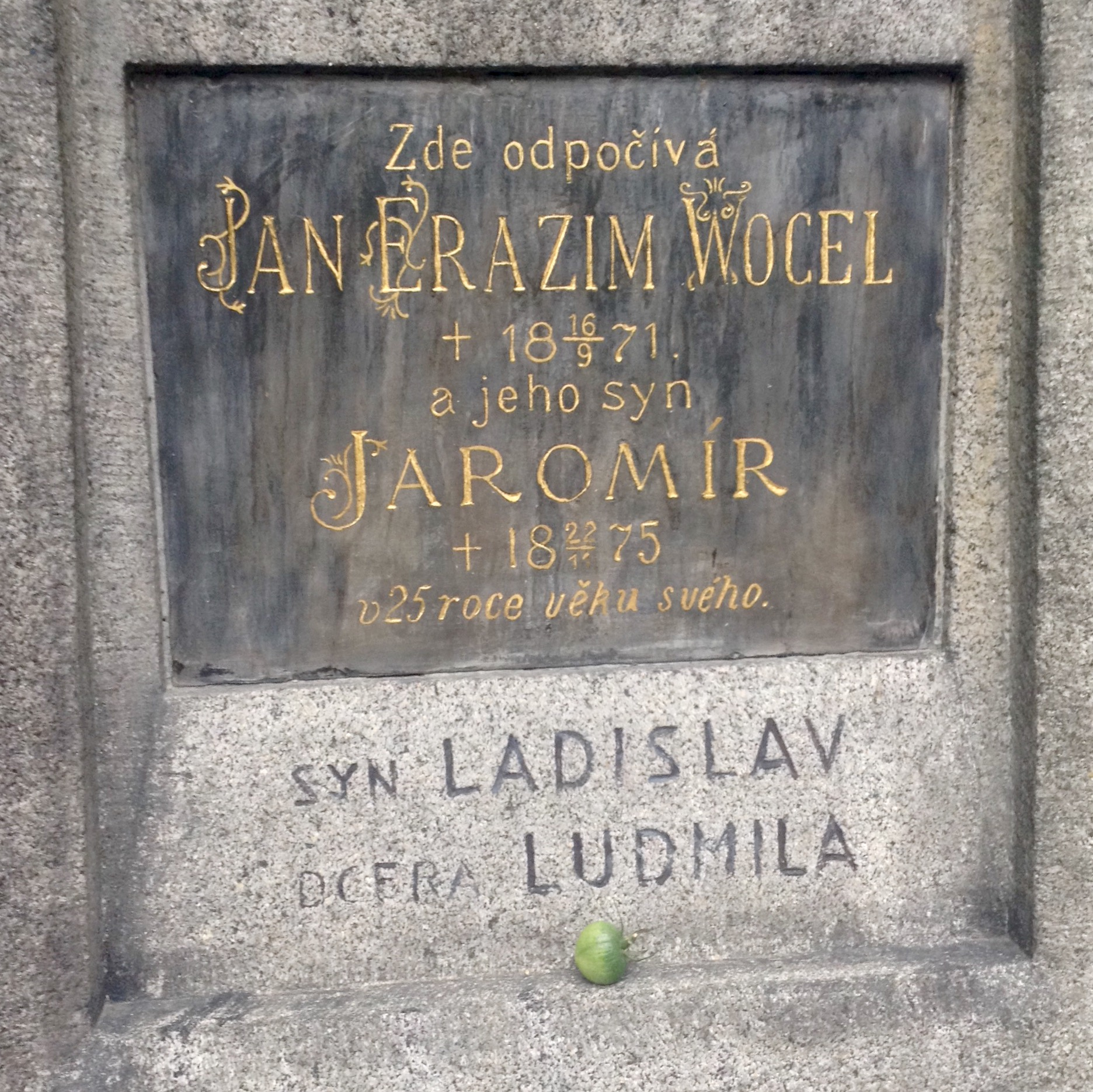
Teil des Gedenksteins, Olšany-Friedhof, Prag

Jan Erazim Vocel (* 23. August 1802 in Kuttenberg; † 16. September 1871 in Prag) war ein tschechischer Dichter, Prähistoriker, Historiker und Nationaler Wiedererwecker.

## Leben
Vocel kam aus einer Familie eines Angestellten, studierte seit seinem 14. Lebensjahr am Piaristen-Gymnasium in Prag Philosophie und seit 1824 in Wien Recht.
Seine knappen finanziellen Mittel besserte er sich als Lehrer in der Familie des Grafen Eugen Karl Czernin von und zu Chudenitz und anderen Adelshäusern wie den Pallavicini, Leopold Sternberg, Salm-Salm und Harrach auf. In dieser Zeit vertieft er einerseits seine sprachliche Kenntnisse anderseits erwarb er sich durch seine Lehrtätigkeit auch vertieftes wissenschaftliches Wissen in Mathematik, Mineralogie und Naturwissenschaft. Er sprach französisch, italienisch, englisch, holländisch und dänisch. Gleichzeitig lernte er in diesen Familien auch gesellschaftliche Umgangsformen und bereiste Europa. Er lernte in deren Häusern aber auch historische Kunstschätze kennen, die sein weiteres Interesse an der Geschichte weckten. In dieser Umgebung nahm er zunächst auch eine konservative Einstellung zum radikalen Demokratismus seiner Zeit an.
Nach seiner Rückkehr nach Prag war er 1843 maßgeblich an der Gründung des Archäologischen Kollegiums beteiligt. Er vertrat immer mehr Gedanken der böhmischen Patrioten und wurde in Zirkeln um Palacký und Šafařík. 1848 nahm er auf der Seite der Patrioten an den politischen Auseinandersetzungen teil und wurde Mitglied des Nationalrats. Er setzte sich für die Gleichberechtigung der tschechischen und deutschen Sprache ein, wurde zum Abgeordneten des Parlaments gewählt und später zum Abgeordneten des Reichsrats.
1850 wurde er zum ersten außerordentlichen Professor der Archäologie und Kunstgeschichte an der Karls-Universität Prag ernannt.
Er ist begraben auf dem Olšany-Friedhof in Prag.

## Werke
Seine Interessen waren vor allem die Geschichte des Mittelalters, der Archäologie. In der Archäologie benutzte eine neue Methode chemischer Analysen von Gegenständen aus Bronze und deren Alter zu bestimmen. Neben zahlreichen Werken, die er teilweise noch als Gymnasiast verfasste, und wissenschaftlichen Beiträgen gründete er auch die Zeitschrift Památky archeolické (Archäologische Denkmäler). Sein Hauptwerk war sein zweibändiges Buch Pravěk země české (Urgeschichte des Landes Böhmen) (1866, 1868).

## Publikationen
- Krvočíše (Feierliche Romanze auf Karl IV.) (1821)
- Harfa (Trauerspiel) (1821)
- Hlatipisec – Philosophische Abhandlung über die Regentschaft des Rudolf II.
- Česká kronika, 1834
- Přemyslovci, 1838
- Slovo o čes. národnosti, 1845
- Budoucnost čes. národnosti, 1847
- Úlohy naše, 1848
- O zvelebení středních škol, 1849
- Naše doba, 1849
- Škola a lid, 1849
- Naše minulé boje, 1849
- O starožitnostech českých a o potřebě chrániti je před zkázou, 1845
- Romanské kostely v Záboří a ve Sv. Jakubě, 1846/47
- Památky Lutických Slovanů, 1849
- O nejdávnějších obyvatelích země České (1850)
- Vyvinování křesťanského umění (1852)
- Mince celtické v Čechách (1850)
- Byzantinský krucifix nalezený v rumech kláštera Ostrovského
- Kostely román. slohu v Čechách
- Význam starožitných bronzů
- Chrám sv. Barbory v Kutné Hoře (veröffentlicht in deutscher Sprache in Heiders Mittelalterl. Kunstdenkmale aus Oesterreich)
- Miniatury čes. XVI. stol.
- Kamenné pomníky pohanských věků
- Byzantinské kříže u Opočnic nalezené
- Miniatury passionalu abatyše Kunhuty
- Kostel sv. Jiljí v Milevsku
- Ostatky chrámu býv. kláštera Hradiště nad Jizerou
- Kostel býv. opatství na Karlově v Praze
- O hradištích a branách zemských
- O významu starožitností z kamene a bronzu pro nejdávnější národopis Slovanů (auch in »Abhandl. d. k. Böhm. Ges.«, 1859)
- O Velislavově obrázkové bibli XIII. v. v Lobkovické knihovně (Abhandl. d. k. Böhm. Ges., 1871)
- Pravěk země české (1866, 1868), Lebenswerk Vocels,
- Aesthetický rozbor básní RK.: Záboj a Jaroslav (1854)
- Básně pana Smila z Pardubic (1855)

## Deutschsprachige Publikationen
Vocel veröffentlichte zahlreiche wissenschaftliche Beiträge im Archiv für Gesch. und Statistik, Moravia, Augsburger Allgem. Zeitung.
- Der letzte Orebit (1832), Novelle über Taboriten und dem südslawischen Kampf für Freiheit
- Der Maltheser oder der Rückweg des Lebens (1832)
- Die Burg Buchlau (1832)
- Der Krystallograf (1834)
- Der Alchymist (1838)
- Die Gleichung
- König Azotes
- Der Sterndeuter (1832) – Komödie
- Das Trauerspiel (1833)
- Der Seefürst (1834) – romantisches Gedicht
- Aufklärungen über die Westslaven (1840)
- Aufklärung über die Czechomanie (1840)
- Die Slaven und ihr Verhältniss zu Deutschland (1841)
- Die Entnationalisirung der Slaven (1841)
- Die Czechophobie (1845)
- Prager Briefe (1846)
- Grundzüge der böhm. Alterthumskunde
- Die Wandgemälde der St. Georgslegende in der Burg zu Neuhaus
- Die Kirche des ehem. Cistercienser Nonnenklosters Porta Coeli zu Tišnovic (1859)
- Miniaturen aus Böhmen (1860)
- Baudenkmale zu Mühlhausen (1360)
- Archaeologische Parallelen (Sitzungsber. der kais. Akad., 1853 a 1854)